# مونيكا بوتر
مونيكا بوتر (Monica Potter وولدت باسم Monica Gregg Brokaw)  هي ممثلة أمريكية ولدت بكليفلاند، أوهايو في 30 يونيو 1971.

## أفلام
- 2004 - 2005 : Boston Legal.
- 1997 : Con Air.
- البيت الأخير على الشمال (فيلم 2009)

## وصلات خارجية
- مونيكا بوتر على موقع IMDb (الإنجليزية)
- مونيكا بوتر على موقع ألو سيني (الفرنسية)
- مونيكا بوتر على موقع أول موفي (الإنجليزية)
- مونيكا بوتر على موقع قاعدة بيانات الأفلام السويدية (السويدية)
- مونيكا بوتر على موقع إن إن دي بي (الإنجليزية)
- مونيكا بوتر على موقع قاعدة بيانات الفيلم (الإنجليزية)
- مونيكا بوتر على موقع كينوبويسك (الروسية)
- مونيكا بوتر على موقع كينوبويسك (الروسية)

- مونيكا بوتر على Internet Movie Database